# Coregonus duplex
Coregonus duplex är en fiskart som beskrevs av Fatio, 1890. Coregonus duplex ingår i släktet Coregonus och familjen laxfiskar. Inga underarter finns listade i Catalogue of Life.